# 종교심리학
종교심리학(宗敎心理學,Psychology of religion)은 종교적인 전통과 종교인 및 비종교인의 행동을 심리학적 방법을 적용하여 연구하려는 심리학의 한 분야이다.
이 심리학은 분석심리학의 창시자, 카를 구스타프 융으로 인해 탄생했다 과학은 종교적 믿음이나 행위에 대해 그 기원과 사용, 세부 사항 등을 정확하게 서술하려고 한다. 지금의 종교심리학은 지금에서 그리 멀지 않은 19세기 말에야 자기의식적 학문으로서 일어났지만, 이 분야의 세 가지 과제는 모두 이미 그 전부터 몇 세기 동안 연구되어 왔다. 종교적 체험에 대한 연구 뿐만 아니라 정신분석학적 연구도 있다.
종교의 많은 부분이 아직 심리학으로 규명되지 않은 채로 있다. 종교와 영성이 많은 사람들의 삶에서 중요한 위치를 차지함에도, 왜 어떤 때에는 이것들이 긍정적이다가 어떤 때에는 부정적으로 나타나는지는 아직 불분명하다. 

## 연구
윌리엄 제임스는 '건전한 정신'과 '병든 혼'의 두 가지, 즉 인생을 비교적 낙천적이며 긍정적으로 보는 사람, 그리고 인생의 고뇌를 감수하고, 그 고뇌를 통해서 신을 구하는 사람으로 나누어보는 것과 같은 형이상학, 종교 또는 신비주의등에 대해 다룬바있다. 한편 E.D. 스타벅은 1899년 그의 저서 '종교심리학'(Psychology of Religion)를 저술한바있다.

## 같이 보기
- 여호와를 경외하라
- 주술적 사고
- 종교철학